# Conjuration des Malcontents
La conjuration des Malcontents est une intrigue manquée, organisée pour faire évader François d'Alençon et Henri de Navarre (futur roi Henri IV) de la cour de France. Elle est menée à deux reprises fin février et début avril 1574 par un groupe de nobles catholiques et protestants mécontents de la politique du gouvernement. 
L'objectif des conjurés est de retirer le pouvoir des mains de Catherine de Médicis, de renverser le gouvernement et de faire de François d'Alençon l'héritier du trône de France à la place de son frère aîné Henri d'Anjou devenu roi de Pologne l'année précédente.
Cette conjuration s'inscrit dans la continuité des réprobations que suscita le massacre de la Saint-Barthélemy et marque le début de la cinquième guerre de Religion (1574-1576).

## Le contexte

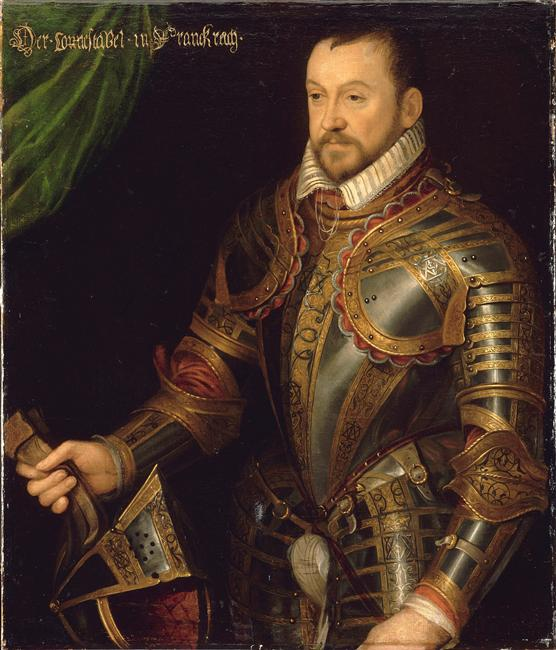
François de Montmorency
chef de file des catholiques modérés

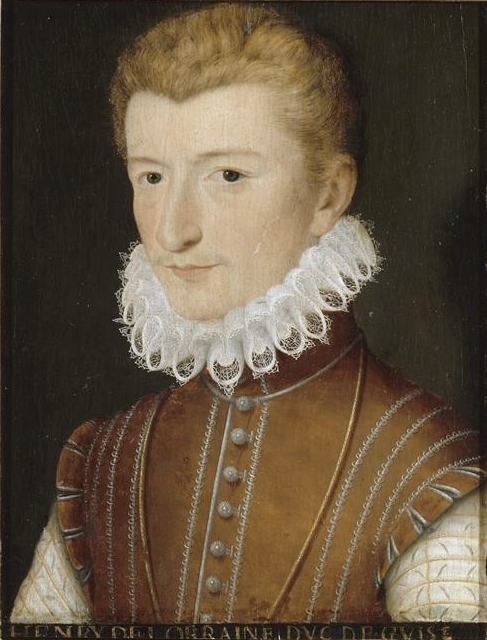
Henri de Guise
chef de file des catholiques intransigeants

Après le massacre de la Saint-Barthélemy, plusieurs grands féodaux catholiques, favorables à une politique de modération en faveur des Protestants, sont écartés du pouvoir par le gouvernement ou placés sous surveillance. Le duc de Montmorency s'est retiré avec son clan sur ses terres à Chantilly. Le roi de Navarre et le prince de Condé, qui ont abjuré la religion protestante sous la contrainte, sont assignés à résidence à la cour. Le propre frère du roi, François d'Alençon, dont le gouvernement craint les ambitions, est maintenu à l'écart. Ce sont les Malcontents.
Durant le courant de l'année 1573, ils dénoncent en secret le caractère absolutiste et partial de la monarchie, prennent contact avec les Protestants et montent plusieurs projets pour faire fuir les princes mis en tutelle. 
Pour faire face à la fronde, le roi Charles IX et la reine Catherine de Médicis décident de les ménager. À la fin de l'année 1573, ils restituent le gouvernement de Picardie au prince de Condé, appellent le duc de Montmorency au conseil royal, et nomment François d'Alençon chef du conseil et commandant des forces publiques. Ils apportent également leur soutien aux princes protestants en révolte aux Pays-Bas. 
Mais le 16 février 1574, la situation politique s'inverse. Le duc de Guise frappe d'un coup d'épée un gentilhomme du duc d'Alençon, qu'il soupçonne d'être mandaté par Montmorency pour le tuer. Craignant pour sa vie, ce dernier décide de quitter la cour, laissant le conseil entre les mains des Guise et des partisans de la fermeté.
Les deux frères cadets de Montmorency, Thoré et Méru, les plus déterminés des Malcontents, estiment qu'il est temps de passer à l'action. Avec le favori du duc d'Alençon, La Môle, ils montent le projet de faire évader les princes et organisent leur fuite vers les Pays-Bas. À terme, l'objectif des Malcontents est d'écarter du pouvoir la reine-mère et ses conseillers italiens (Albert de Gondi de Retz et René de Birague), et d'imposer François d'Alençon comme successeur du roi à la place du roi de Pologne (futur Henri III), son frère aîné.

## Le premier complot

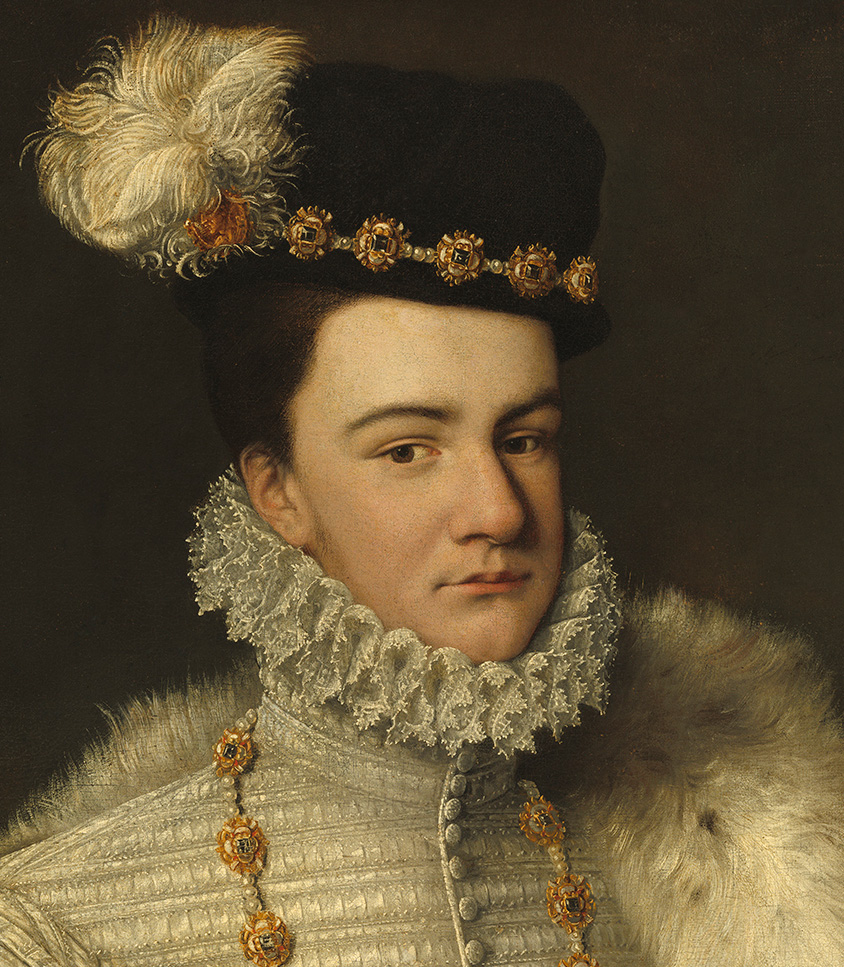
François d'Alençon
chef des conjurés

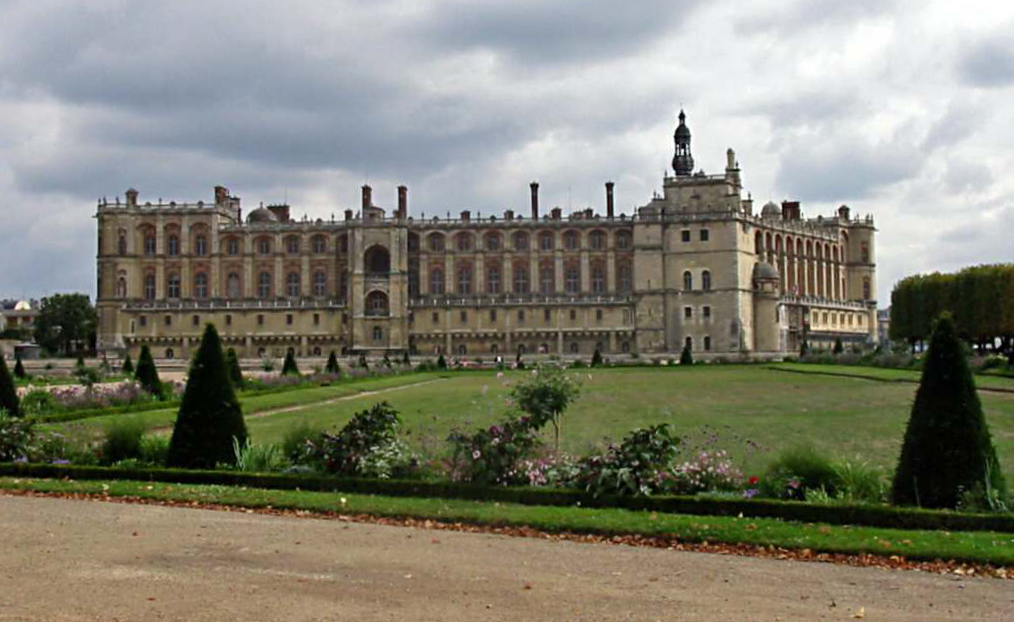
Château de Saint-Germain-en-Laye

Un premier complot est organisé à la fin du mois de février. La cour se trouve alors à Saint-Germain-en-Laye. La fuite est fixée au 10 mars, mais les troupes chargées de protéger la fuite des princes arrivent avec plusieurs jours d'avance. L'annonce de leur présence aux alentours du château affole la cour. Dans la nuit du 27 au 28 février, celle-ci s'enfuit précipitamment à Paris. C'est l'effroi de Saint Germain.  
Gravement malade, le roi est transporté en litière jusqu’à la forteresse de Vincennes. Par crainte d'être découverts, François d'Alençon et La Môle prennent le parti de tout raconter à la reine-mère. Certains conseillers préconisent la sévérité et la mise à mort des conjurés mais le roi pardonne à son frère et rappelle le duc de Montmorency à la cour. 
La surveillance maintenue sur François d'Alençon et le roi de Navarre est redoublée.

## Le second complot

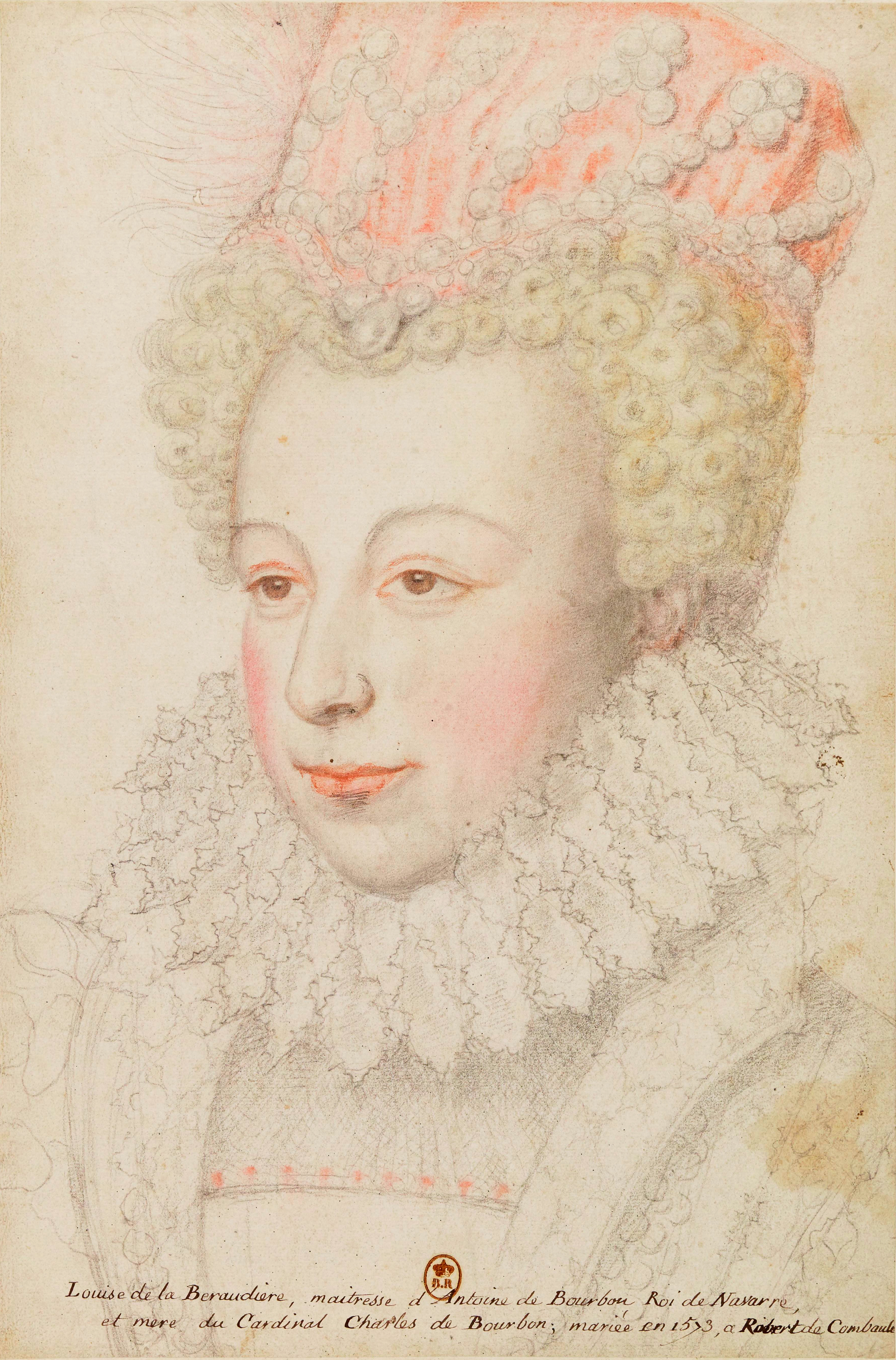
Marguerite de Valois

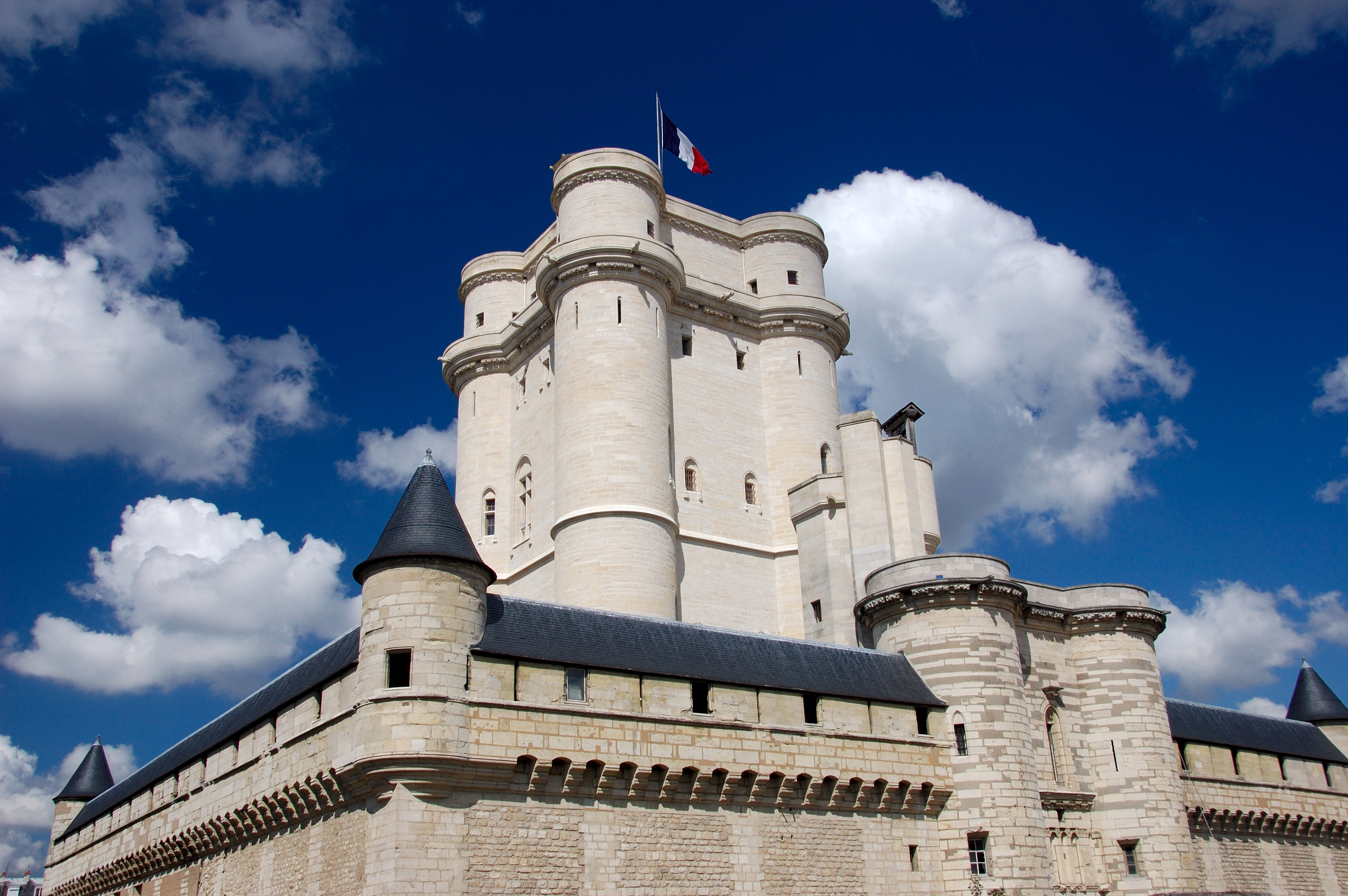
Château de Vincennes

Un deuxième complot est préparé pour le 10 avril. Les conjurés La Môle et François d'Alençon bénéficient du soutien de la reine de Navarre, Marguerite de Valois, et de plusieurs dames de la cour dont la duchesse de Nevers et la duchesse de Retz. Le gentilhomme piémontais Coconas est chargé d'amener 200 chevaux. 
Mais le complot est éventé. Des personnes contactées par les Malcontents, comme l'astrologue Ruggieri, auraient informé la reine-mère du projet. Opposé à une action violente, Montmorency aurait également dénoncé les conjurés. 
La réaction du roi et de la reine-mère est vigoureuse. Plusieurs dizaines de personnes sont arrêtées à Paris, dont La Môle et Coconas. On retrouve chez le premier une figurine du roi en cire percée au cœur. Craignant les soupçons, Ruggieri cherche à s'enfuir mais il est retrouvé déguisé en paysan. Le 13 avril, François d'Alençon et Henri de Navarre subissent un interrogatoire. La reine de Navarre, qui a rédigé à l'intention de son mari un mémoire justificatif, plaide en leur faveur. 
Le 30 avril, La Môle et Coconas sont jugés par le parlement de Paris et exécutés. L'astrologue Ruggieri est condamné aux galères.

## Chronologie
1574
- 16 février : coup d'éclat du duc de Guise qui prétend qu'on a cherché à le tuer
- fin février : départ du duc de Montmorency de la cour
- Nuit du 27 au 28 février : l'effroi de Saint-Germain, départ de la cour affolée
- 28 février : départ du roi de Saint-Germain
- Début avril : retour de Montmorency à la cour
- 11 avril : découverte du complot
- 30 avril : exécution de La Môle et de Coconas
- 4 mai : Montmorency et Cossé sont arrêtés et embastillés
- 30 mai : mort de Charles IX

### Sources primaires imprimées
- Marguerite de Valois, Mémoires et autres écrits, 1574-1614, édition critique par Éliane Viennot, Paris, Honoré Champion, 1999.